# Maia (Portugal)
Pour les articles homonymes, voir Maia.
Maia est une municipalité ((en portugais : concelho) ou município) du Portugal située dans le district de Porto et la région Nord.
Maia est une des villes les plus industrielles du pays.
Beaucoup de sociétés nationales et internationales y ont leur siège.

## Géographie
Maia est limitrophe :
- au nord, de Trofa et de Santo Tirso,
- à l'est, de Valongo,
- au sud-est, de Gondomar,
- au sud, de Porto,
- au sud-ouest, de Matosinhos,
- au nord-ouest, de Vila do Conde.

## Démographie
| 1801   | 1849   | 1900   | 1930   | 1960   | 1981   | 1991   | 2001    | 2004    |
| ------ | ------ | ------ | ------ | ------ | ------ | ------ | ------- | ------- |
| 28 312 | 16 539 | 20 367 | 29 536 | 53 643 | 81 679 | 93 151 | 120 111 | 130 254 |

| 2011    | - | - | - | - | - | - | - | - |
| ------- | - | - | - | - | - | - | - | - |
| 135 306 | - | - | - | - | - | - | - | - |

## Subdivisions
La municipalité de Maia regroupe 17 paroisses (freguesia en portugais) :
- Águas Santas
- Barce
- Folgosa
- Gemunde
- Gondim
- Gueifães
- Maia
- Milheirós
- Moreira
- Nogueira
- Pedrouços
- Santa Maria de Avioso
- São Pedro de Avioso
- São Pedro Fins
- Silva Escura
- Vermoim
- Vila Nova da Telha